# Dasami
Dasami – jedenasty dzień (tithi) miesiąca księżycowego hinduistycznego zreformowanego kalendarza ery Wikrama (samwatsara).

## Charakterystyka astronomiczna
Ten tithi przypada na sześć dni przed pełnią (purnima).

## Charakterystyka astrologiczna
Niebiosa otwierają swoje bramy. To co rozpoczniemy tego dnia, zakończy się szczególnie pomyślnie.

## Charakterystyka kultowa
Jeżeli jest to dasanami po nowiu szuklapasza, dla wielu hindusów następuje dzień postu.